# Curtiss F9C Sparrowhawk
El Curtiss F9C Sparrowhawk fue un caza biplano ligero de los años 30 del siglo XX, que fue transportado por los dirigibles USS Akron y USS Macon de la Armada de los Estados Unidos. Fue un ejemplo de caza parásito, un pequeño avión diseñado para ser desplegado desde una aeronave mayor, como un dirigible o un bombardero.

## Diseño y desarrollo

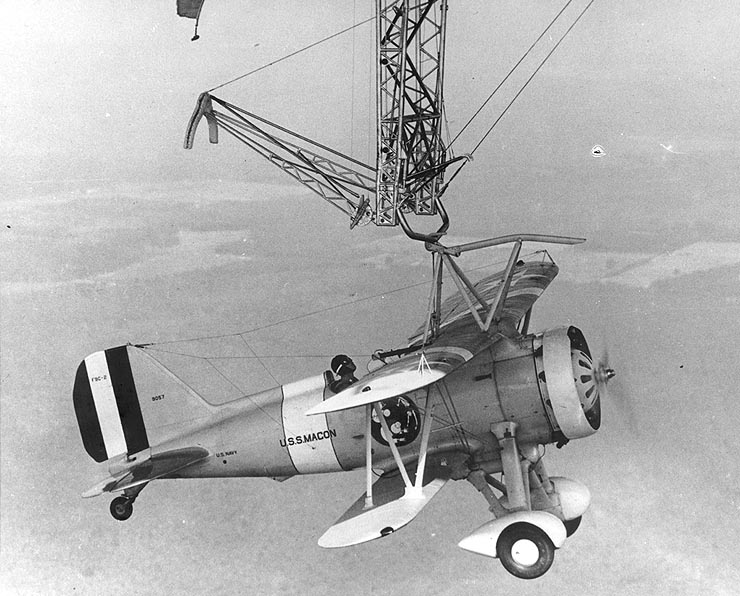
Un F9C-2 captura el trapecio a bordo del en 1933.

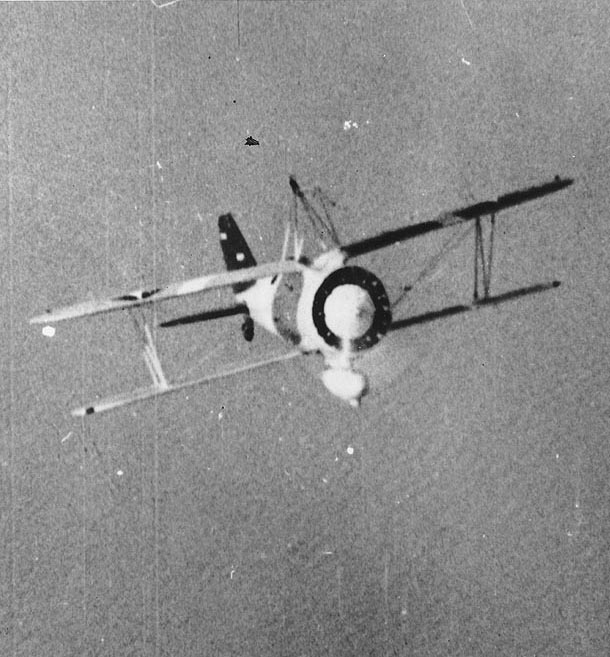
Un Sparrowhawk con su tren de aterrizaje reemplazado por un depósito de combustible (desplegado, el avión, no necesitando usar el tren de aterrizaje, lo reemplazaría por un depósito de combustible de 113 l, aumentando significativamente el alcance del mismo).

El 20 de agosto de 1929, en la costa de Nueva Jersey, un biplano se enganchó a la parte inferior de un dirigible y fue transportado por la nave mayor. Este fue el segundo suceso de este tipo. El experimento "enganche, desenganche" fue realizado por el dirigible USS Los Angeles de la Armada, al mando del Teniente Coronel Herbert Wiley, y un biplano de la Armada. El biplano, regulando su velocidad a la del dirigible, voló cerca y por debajo del Los Angeles. Se había instalado un gran gancho en la mitad del ala superior del biplano, y desde la parte inferior del Los Angeles colgaba una horquilla con forma de U. Maniobrando el avión bajo el dirigible, el piloto deslizó el gancho en la horquilla del Los Angeles, y, durante 3 o 4 minutos, el dirigible transportó al avión. El piloto del mismo, mediante un dispositivo de cable, retiró el gancho de la horquilla y se separó del dirigible.
Aunque diseñado como avión de persecución o caza, la tarea principal del Sparrowhawk en servicio fue el reconocimiento, posibilitando que los dirigibles en los que sirvió registraran un área mucho más amplia de océano. El Sparrowhawk fue elegido principalmente para servir a bordo de los grandes dirigibles de estructura rígida Akron y Macon debido a su pequeño tamaño (6,2 m de largo y solo 7,8 m de envergadura), aunque sus características de peso, manejo y alcance, y también su visibilidad hacia abajo desde la cabina, no eran ideales para realizar sus tareas de reconocimiento. La capacidad máxima teórica del hangar del dirigible era de cinco aviones, uno en cada hangar y otro almacenado en el trapecio, pero, en el Akron, dos vigas estructurales obstruían los dos hangares traseros, limitándole la capacidad a tres Sparrowhawk. En el momento de la pérdida del dirigible, estaba pendiente una modificación para retirar esta limitación. El Macon no sufría dicha limitación y llevaba rutinariamente cuatro aviones.
Para realizar lanzamientos y recuperaciones desde el dirigible, se desarrolló un sistema de "gancho". El Sparrowhawk tenía un gancho montado encima de su ala superior, que se enganchaba a la barra transversal de un trapecio montado en el dirigible nodriza. Para el lanzamiento, el gancho del biplano estaba enganchado al trapecio dentro del hangar (interno) del dirigible, luego el trapecio descendía fuera del casco hasta la estela del dirigible (en movimiento), con el motor encendido, y finalmente el Sparrowhawk se desengancharía y se separaría del dirigible. Para la recuperación, el biplano volaría por debajo del nodriza hasta el trapecio, ascendería y se engancharía a la barra transversal. El ancho de la barra transversal permitía cierto margen de maniobra lateral en la aproximación, el montaje del gancho del biplano poseía un raíl de guía que lo protegía de la hélice en movimiento (ver foto), y el enganche era automático al contacto positivo entre el gancho y el trapecio. Podría ser necesario realizar más de un intento para conseguir un enganche exitoso, sobre todo en condiciones adversas. Una vez que el Sparrowhawk estaba asegurado, podía ser izado por el trapecio de vuelta al casco del dirigible, parando el motor cuando pasaba la puerta del hangar. Aunque aparentemente una maniobra complicada, los pilotos aprendieron pronto la técnica, que fue descrita como mucho más fácil que aterrizar en un portaaviones en movimiento, cabeceando y oscilando. Casi inevitablemente, los pilotos adquirieron el epíteto "The men on the Flying Trapeze" (Los Hombres del Trapecio Volante) y sus aviones fueron decorados con emblemas de unidad apropiados.
Una vez que el sistema fue desarrollado totalmente, para aumentar su permanencia de exploración cuando el dirigible realizaba operaciones marítimas, a los Sparrowhawk se les desmontaba el tren de aterrizaje y era reemplazado por un depósito de combustible. Cuando el dirigible regresaba a la base, el tren de aterrizaje de los biplanos sería instalado para que pudieran aterrizar independientemente de nuevo.
Durante mucho del tiempo en servicio con los dirigibles, la efectividad de los Sparrowhawk se vio obstaculizada por su pobre equipo de radio, y estaban limitados de forma efectiva a permanecer a la vista del dirigible. Sin embargo, en 1934 se instalaron nuevos equipos radiogoniómetros y de radio voz, que permitieron realizar operaciones más allá del alcance visual, explotando el alcance extendido ofrecido por los depósitos ventrales y permitiendo que el más vulnerable dirigible se mantuviera lejos de los problemas.
Un uso interesante de los Sparrowhawk fue actuar como "lastre volador". El dirigible podía despegar con lastre o combustible adicionales en lugar de sus aviones. Una vez que estaba en crucero, los aviones podían abordarlo volando, siendo soportado el peso adicional por la sustentación dinámica, hasta que el dirigible se aligeraba.

## Variantes

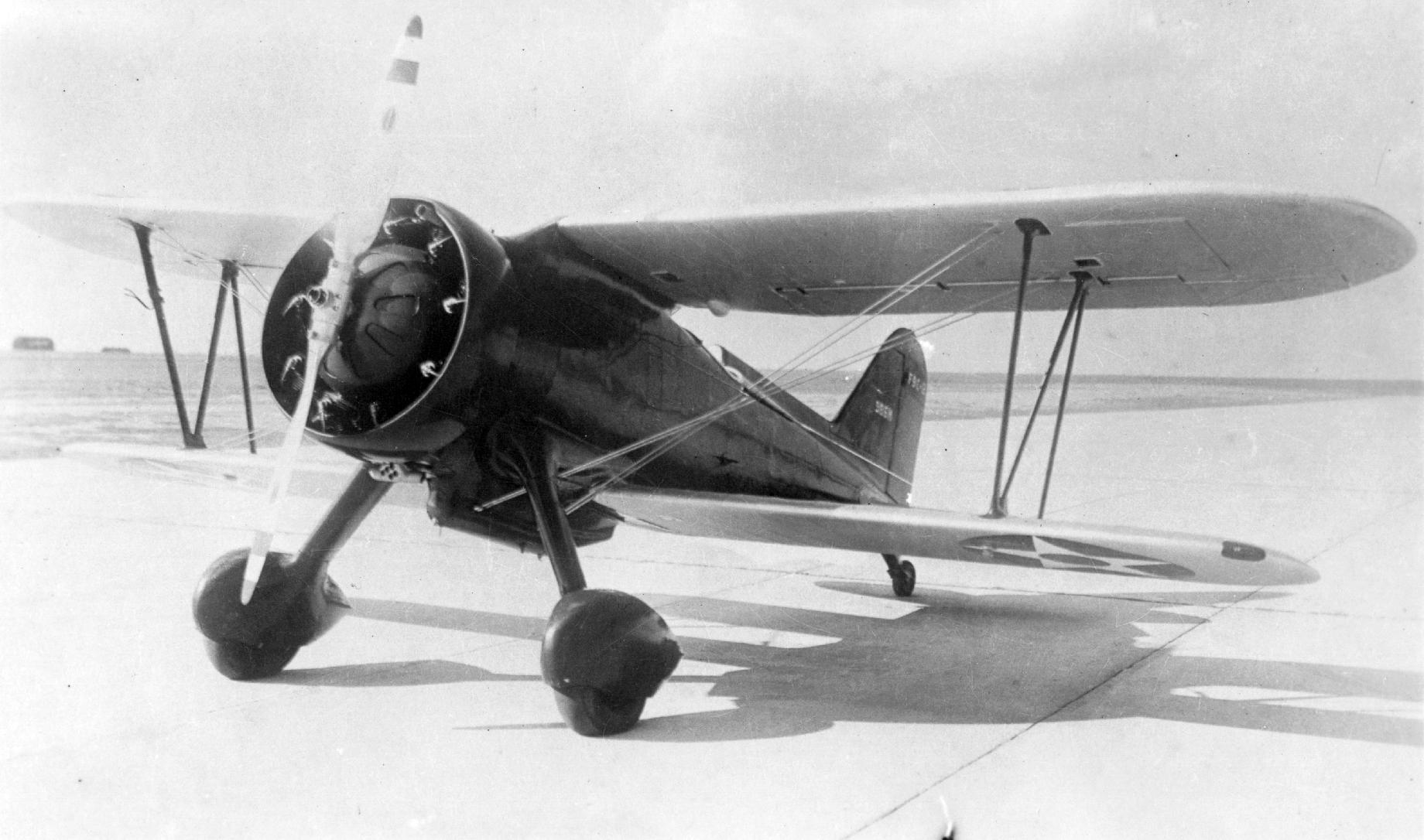
El XF9C-2.

XF9C-1
Primer prototipo. Uno construido (matriculado 8731). Desguazado en 1936.
XF9C-2
Segundo prototipo. Uno construido (matriculado 9264).
F9C-2 Sparrowhawk
Caza biplano monoplaza. 6 construidos (matriculados 9056-9061).

## Operadores
Estados Unidos
- Armada de los Estados Unidos

## Supervivientes

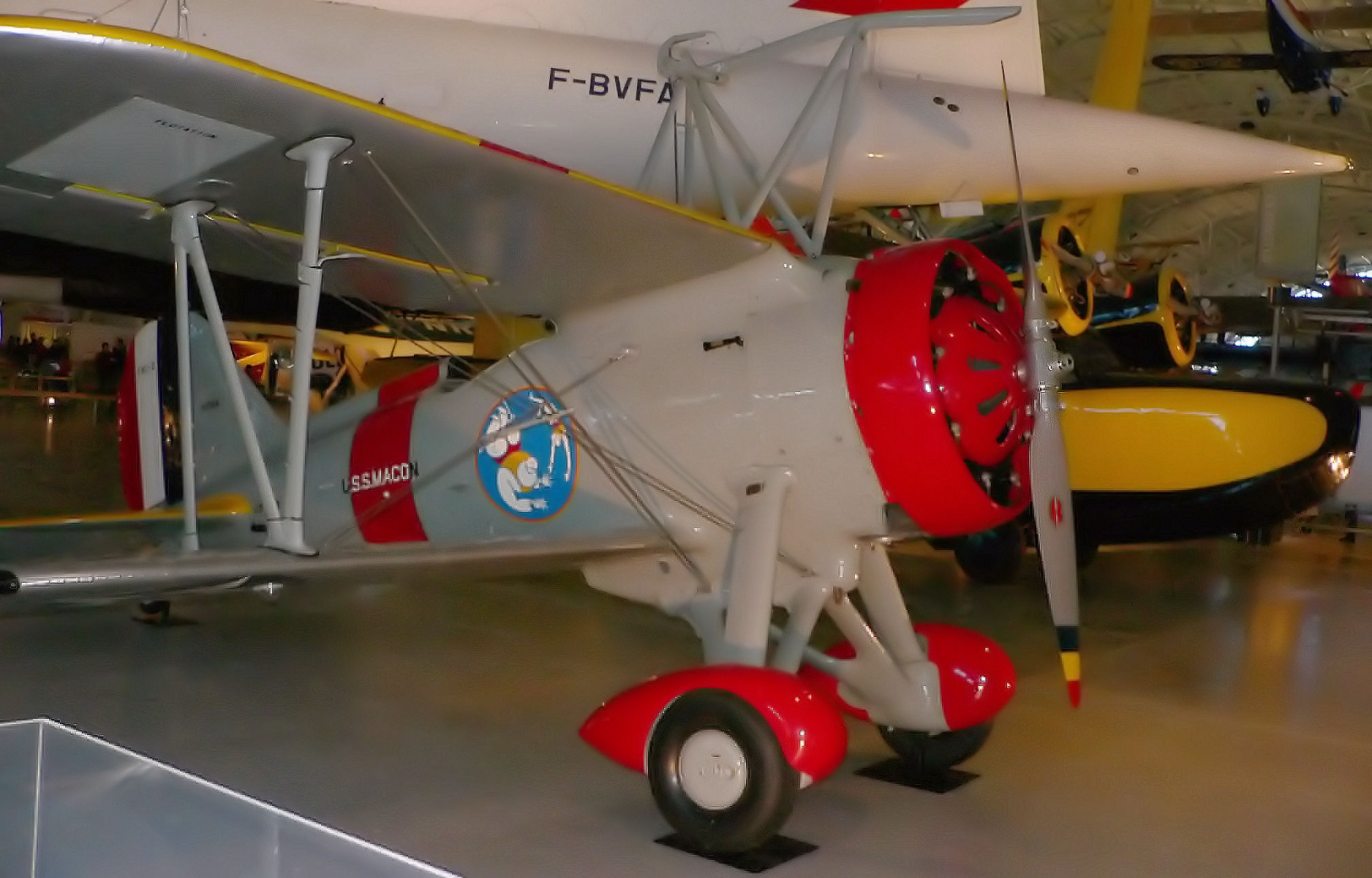
F9C-2 matriculado 9056 en exhibición en el Centro Steven F. Udvar-Hazy (2009).

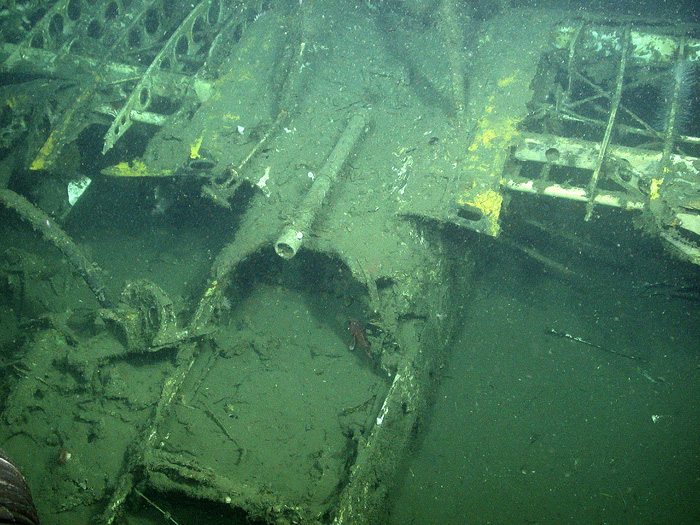
La cabina de uno de los Sparrowhawk del Macon, fotografiada en 2006. Pueden verse las costillas del ala superior y la mira telescópica del piloto.

Solo sobrevive un Sparrowhawk intacto actualmente. El matriculado 9056 estaba pendiente de su baja en la NAS Hampton Roads en 1939, cuando fue transferido al Instituto Smithsoniano. En años posteriores fue reconstruido, usando piezas del superviviente F9C-2 (matriculado 9057) y del XF9C-2 (9264). Estuvo anteriormente en el National Museum of Naval Aviation, en la NAS Pensacola, y actualmente se exhibe en el Centro Steven F. Udvar-Hazy de la colección del Museo Nacional del Aire y el Espacio de Estados Unidos del Smithsoniano, llevando los colores del F9C-2 A9056 del USS Macon.
Los restos de otros cuatro aviones descansan en el pecio submarino del Macon; los aviones fueron encontrados en su hangar cuando el pecio fue descubierto y documentado en 1990 y 1991. Se sabe que eran los matriculados 9058-9061.

## Especificaciones (F9C-2)
Referencia datos: The Airships Akron & Macon: Flying Aircraft carriers of the United States Navy

### Características generales
- Tripulación: Uno (piloto)
- Longitud: 6,14 m
- Envergadura: 7,77 m
- Altura: 3,2 m
- Superficie alar: 16,05 m2
- Perfil alar: Clark YH[12]
- Peso vacío: 948 kg
- Peso cargado: 1259 kg
- Planta motriz: 1× motor radial de nueve cilindros refrigerado por aire Wright R-975-E3.
  - Potencia: 327 kW (438 hp)
- Hélices: Bipala

### Rendimiento
- Velocidad máxima operativa (Vno): 284,0 km/h
- Alcance: 478 km
- Techo de vuelo: 5900 m (19 200 pies)
- Régimen de ascenso: 8,6 m/s (1700 pies/min)
- Carga alar: 78 kg/m2 (16 lb/sq ft)
- Potencia/peso: 0,259 kW/kg (0,086 hp/lb)

### Armamento
- Ametralladoras: 

  - 2x Browning M1919 fijas en el fuselaje delantero

### Secuencias de designación
- Secuencia Numérica (interna de Curtiss): ← 55 - 56 - 57 - 58 - 59A/59B - 60 - 61 →
- Secuencia F_C (Cazas de la Armada estadounidense, 1922-1962 (Curtiss, 1922-1962)): ← F6C - F7C - F8C - F9C - F10C - F11C - F12C →

### Listas relacionadas
- Anexo:Aeronaves militares de los Estados Unidos (navales)